# Sunsera
Sunsera (en népalais : सुनसेरा) est un comité de développement villageois du Népal situé dans le district de Darchula. Au recensement de 2011, il comptait 3 437 habitants.